# Gecondenseerde melk

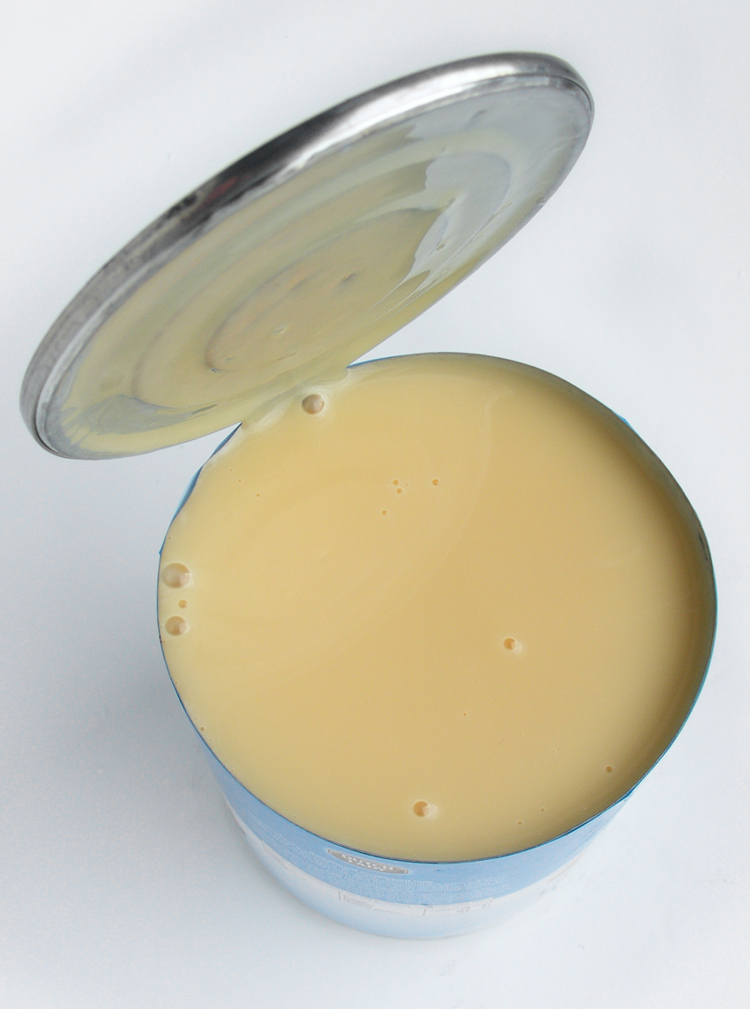
Gecondenseerde melk in blik

Gecondenseerde melk is koemelk waarbij, meestal onder toevoeging van suiker, een deel van het water aan de melk is onttrokken. De suiker werkt als conserveermiddel, daarom is steriliseren niet nodig. Het product is zeer lang houdbaar.
Gecondenseerde melk wordt vermeld in het oer-recept van muesli.
De uitvinding van gecondenseerde melk wordt toegeschreven aan de Amerikaan Gail Borden die er in 1856 patent op verwierf.
Gecondenseerde melk wordt verkregen door het indampen van melk. Dit gebeurt in een 7-trapsindamper. De melk stroomt in de eerste indamper aan de bovenkant naar binnen en wordt via meerdere pijpjes naar beneden geleid door zwaartekracht. De binnenkant van deze pijpjes worden verwarmd door stoom, zodat een gedeelte van het water uit de melk verdampt. Als de melk de onderkant van de indamper heeft bereikt, wordt deze naar de bovenkant van de volgende indamper gepompt. Dit proces wordt herhaald tot de 7 indampers zijn doorlopen, waarna een dik, stroperig product is ontstaan. Hier wordt in de meeste gevallen een flinke portie suiker aan toegevoegd voor de smaak en de lange houdbaarheid. Sommige blikjes gecondenseerde melk bevatten geen extra suiker, maar bevatten alleen de suiker die is ontstaan door de omzetting van lactose tijdens het verdampen. Doordat het resterende deel water in de melk aan suiker gebonden is, krijgen bacteriën er geen vat op en hebben geen basis om te groeien.
Gecondenseerde melk is vooral populair in het Midden-Oosten. Doordat het merendeel van het water eruit is gehaald, is het transport relatief goedkoop. Vaak wordt er op de plaats van bestemming weer water aan toegevoegd zodat een kant en klare koffietoevoeging ontstaat. Hier wordt het in de koffie gebruikt, maar ook als tussendoortje. Er zijn producten waar de gecondenseerde melk in kleine reepjes is verpakt, die als snack worden geconsumeerd.

## Video
- Polygoonjournaal uit 1947. Gecondenseerde melk voor export.

## Trivia
- Gecondenseerde melk met toegevoegde suiker kan ook worden gebruikt als koffiemelk, denk aan café bombón uit Valencia of barraquito van de Canarische eilanden, maar het mag niet onder die naam in de handel worden gebracht.
- Melkpoeder is in wezen ingedikte gecondenseerde melk tot een vast poeder. Blokmelk is gecondenseerde melk ingedikt met suiker tot een vastestofgehalte van minstens 85%.
- De naam Coöperatieve Condensfabriek Friesland (CCF) –thans gefuseerd tot FrieslandCampina– verwijst naar de productie van gecondenseerde melk en zij produceert deze nog steeds.
- Gecondenseerde melk kan door toevoeging van (nog meer) suiker en verhitting binnen enkele minuten worden omgezet in karamel. Ook ontstaat er na 3 uur koken van een gesloten blik de pasta Dulce de leche.[1]